# Сан-Габриель (Халиско)
Сан-Габриель (исп. San Gabriel) — небольшой город в Мексике, в штате Халиско, входит в состав одноименного муниципалитета и является его административным центром. Численность населения, по данным переписи 2020 года, составила 5109 человек.

## Общие сведения
Название San Gabriel дано в честь Архангела Гавриила.
Поселение было основано 24 марта 1576 года. Это произошло после извержения вулкана Колима, в результате которого был разрушен древний город Амула, жители которого расселялись по другим поселениям, а небольшая группа переселенцев, которая несла с собой скульптуру Святого Христа, остановились на отдых в потреро, где решили основать новое поселение.
1 апреля 1848 года Сан-Габриель получил статус вильи, а 11 апреля 1894 года — статус города.
29 декабря 1934 года название города было изменено на Венустиано-Карранса, в честь национального героя, президента Мексики — Венустиано Карранса, но это название так и не прижилось, и 25 июня 1993 года было восстановлено историческое название.
Сан-Габриель расположен в 150 км к югу от столицы штата, города Гвадалахара, на региональной автодороге 427.

## Население
| Год  | Численность | Численность |
| ---- | ----------- | ----------- |
| 2000 | 4141        | [ 7 ]       |
| 2010 | 4606        | [ 8 ]       |
| 2020 | 5109        | [ 9 ]       |